# بخش یاوی

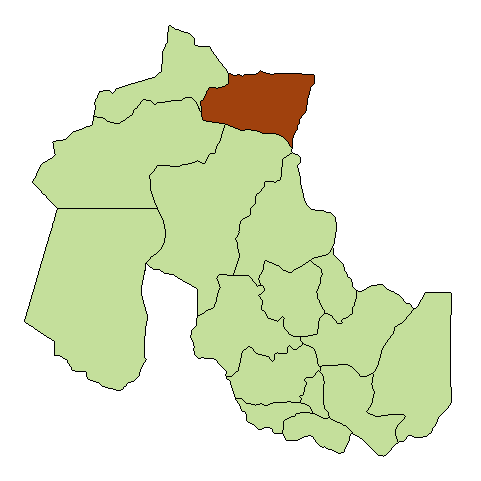

بخش یاوی (به اسپانیایی: Departamento de Yavi) یک منطقهٔ مسکونی در آرژانتین است که در استان خوخوی واقع شده‌است.